# Pom Pom (film)
Pom Pom (神勇雙響炮 - Shen yong shuang xiang pao) è un film del 1984 diretto da Joe Cheung.
Si tratta di una commedia d'azione, spin-off di Winners and Sinners (1983) e primo capitolo di una serie di quattro film.

## Trama
Ah Chau e Beethoven sono due poliziotti che indagano su un signore della droga, ma la loro inettitudine minaccia di far annullare il caso. La polizia è consapevole del fatto che il signor Sha è il boss del sindacato del contrabbando della droga, e che tiene i dettagli delle sue operazioni criminali in un libro segreto posseduto da una sua amante. Quando Ah Chau e Beethoven scoprono l'amante morta, compromettono involontariamente le prove digitali. Per fortuna sono assistiti da una splendida poliziotta ispettrice di nome Anna, che è segretamente attratta da Ah Chau. Dopo varie rocambolesche situazioni i due arresteranno Sha, diventando degli "eroi".

## Produzione
Pom Pom è uno spin-off di Winners and Sinners (1983), il primo della trilogia Lucky Stars, interpretato dai tre dragoni Sammo Hung (regista del film), Jackie Chan e Yuen Biao. Hung ha prodotto e distribuito Pom Pom attraverso la sua casa di produzione, la Bo Ho Films. Richard Ng e John Sum erano membri del quintetto originale dei Lucky Stars del film Winners and Sinners. I tre restanti compagni del quintetto, Sammo Hung, Charlie Chin e Stanley Fung appaiono brevemente negli stessi ruoli in Winners e Sinners, ovvero come operatori delle pulizie. Jackie Chan appare in chiusura della pellicola, insieme a Mars, nei ruoli di due poliziotti in motocicletta, mentre Yuen Biao nel ruolo di un camionista.

## Distribuzione
Il film fu distribuito il 22 febbraio 1984.

## Accoglienza

### Incassi
Ad Hong Kong ha incassato 20.170.382 dollari.

## Curiosità
Il titolo è una rappresentazione di un suono di sparo.